# Pilar Vicente de Foronda
Pilar Vicente de Foronda (Pontevedra, 12 de agosto de 1961) es una artista contemporánea española especializada y dedicada principalmente en la rama de la escultura contemporánea, a través de la cual explora e investiga nuevas formas de representación. Es Doctora en Bellas Artes por la Universidad de Granada, Gestora Cultural y Agente de Igualdad, es una activista del movimiento feminista.

## Biografía
Pilar Vicente de Foronda comenzó su enseñanza en el ámbito artístico en el año 1979 estudiando pintura en el taller de Rafael Hidalgo de Caviedes en Madrid hasta 1981. Al mismo tiempo estudió los Cursos Monográficos de Dibujo y Pintura en la escuela n.º 6 de Artes Aplicadas y Oficios Artísticos, hasta el año 1984. Posteriormente en 1989 se licenció en Bellas Artes en la Universidad Complutense de Madrid, y es  doctora en Bellas Artes por la Universidad de Granada con la tesis Carmen Perujo, una historia de vida. Catálogo razonado de su obra escultórica. Escultoras españolas del siglo xx.
En 1995 obtuvo el Certificado de Aptitud Pedagógica (CAP) por el Ministerio de Educación.

## Trayectoria profesional
En sus primeros años trabajó principalmente el barro realizando vaciados en poliéster y fibra de vidrio, aunque también experimentó con otros materiales como la madera y la piedra.
En 1996 se fue a vivir a Santo Domingo en la República Dominicana y tras un periodo de adaptación se integró en la sociedad cultural impartiendo clases como profesora de la Universidad Autónoma de Santo Domingo (UASD), de la Universidad privada UNAPEC y de la Filial de la Parsons The New School for Design ubicada en Altos de Chavón.
En 2001 regresó a España y se instaló en la provincia de Guadalajara, en Castilla-La Mancha. Con motivo del nacimiento de su segundo hijo, apartó durante un tiempo su carrera artística hasta que en 2005 recibió el encargo para realizar la escultura "A la sombra de las madres" para la plaza del Ayuntamiento de Cabanillas del Campo, su lugar de residencia, que completó en 2008 con el conjunto escultórico de las fuentes "El Apoyo a las Madres" con un proceso elaborado, creativo y de ejecución.
En los últimos años de su carrera ha investigado en temas de arte y género. Con "La invisibilidad de la mujer en el mundo del arte" obtiene el Diploma de Estudios Avanzados de Tercer Ciclo (D.E.A) con la calificación de sobresaliente tras realizar el Doctorado obteniendo, cum laude, el título de doctora en Bellas Artes por la Universidad de Granada. Continúa una labor de difusión de mujeres, arte y género, impartiendo conferencias en Centros Culturales, locales de Asociaciones de Mujeres y Congresos.
Estudió el máster de Igualdad por la Universidad de Castilla-La Mancha y título propio de la UCM como Agente para la detección e intervención en violencia de género.
También escribe artículos para La Vanguardia, Tribuna Feminista y para la revista de la Asociación sobre género y cultura Clásicas y Modernas de la que forma parte y lucha por la igualdad.
Aunque reside en España, sigue manteniendo contacto con el mundo cultural de Santo Domingo en República Dominicana, donde sigue impartiendo conferencias y clases, colabora activamente con asociaciones dedicadas a la defensa de los derechos de las mujeres mientras continúa su labor creativa. Sus últimas colaboraciones han sido para el catálogo de AECID “Desnudando a Eva” por encargo del Instituto Cervantes y la exposición "Mujeres espirales" en el Ayuntamiento de Yebes en Valdeluz.
Participa en Asociaciones feministas que luchan por la igualdad como Clásicas y Modernas, Mujeres en las Artes Visuales, AUVIM, El Club de las 25, EmPoderArte y en el Colectivo de Mujeres Artistas de Guadalajara.
También ha impartido conferencias, como "Así hablan las mujeres" en el año 2005, "El arte como empleo" en la mesa redonda de mujeres artistas en Toledo en 2006;  "Presencia femenina y los carteles en la Guerra Civil Española" en República Dominicanao o e el Ciclo Mujeres Creadoras sobre Camille Claudel y August Rodin en 2018.
Como docente ha impartido clases de Análisis de Forma en el Estudio ALBA entre 1984 y 1985, cursos de escultura en el taller de C/ Zurita nº31 de Madrid, clases de Dibujo anatómico y clases de Técnicas escultóricas en la Universidad Pro-educación y Cultura (UNAPEC) de Santo Domingo en la República Dominicana entre el año 1988 y el año 2000, y talleres de terapia ocupacional para mujeres entre 2004 y 2006.
En 2016 recibe el encargo de modelar el busto de Francisca de Pedraza, I premio internacional por la lucha contra la Violencia de Género de la Asociación de mujeres progresistas de Alcalá de Henares que le fue entregado al expresidente José Luis Rodríguez Zapatero.
En 2017 recibe el encargo de modelar el busto de Luisa de Medrano, II premio internacional a la Igualdad de la Junta de Comunidades de Castilla-La Mancha que le fue entregado a la antropóloga mexicana y activista feminista Marcela Lagarde.
En los años 2015, 2016 y 2017 dirigió junto a Laura Freixas el ciclo "Ni ellas musas ni ellos genios" que tuvo lugar en el espacio CaixaForum de Madrid, en donde intelectuales como Genevieve Fraisse, Margarita Borja, Amelia Valcárcel, Rosa Montero o Carmen Alborch, revisaron las biografías de algunas célebres parejas de artistas o intelectuales de diferentes procedencias, como Simone de Beauvoir, Marie Curie o Madame de Stael, entre otras.

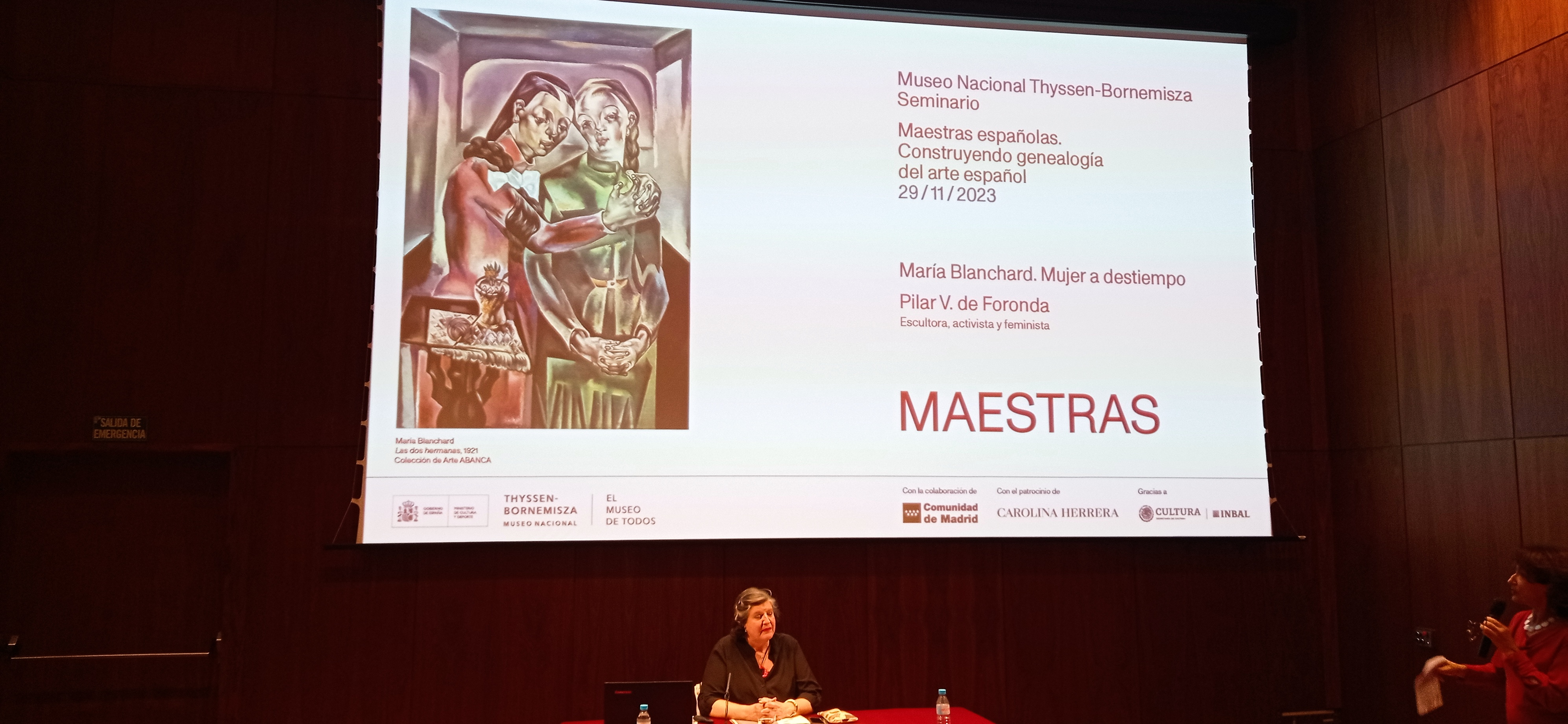
Conferencia en el Museo Thyssen. Exposición Maestras

En 2023 formó parte del grupo de personas expertas que han participado en el ciclo de conferencias en el Museo Thyssen de Madrid con motivo de la Exposición Maestras, con el tema María Blanchard. Mujer a destiempo.

## Obra
La obra artística de Pilar Vicente de Foronda esta centrada especialmente en la escultura pero también estudia y desarrolla otras líneas de investigación como la pintura o el grabado. Su obra gira en torno a la representación o figura de la mujer así como el campo de las emociones y sensaciones. 
Ha recibido y realizado encargos de arte público para diferentes ciudades, Monumento a la sombra de las madres y las fuentes que lo acompañan tituladas El apoyo de las madres, situado en la Plaza de la Villa de Cabanillas del Campo (Guadalajara).
 

Sus creaciones las presenta en series. 

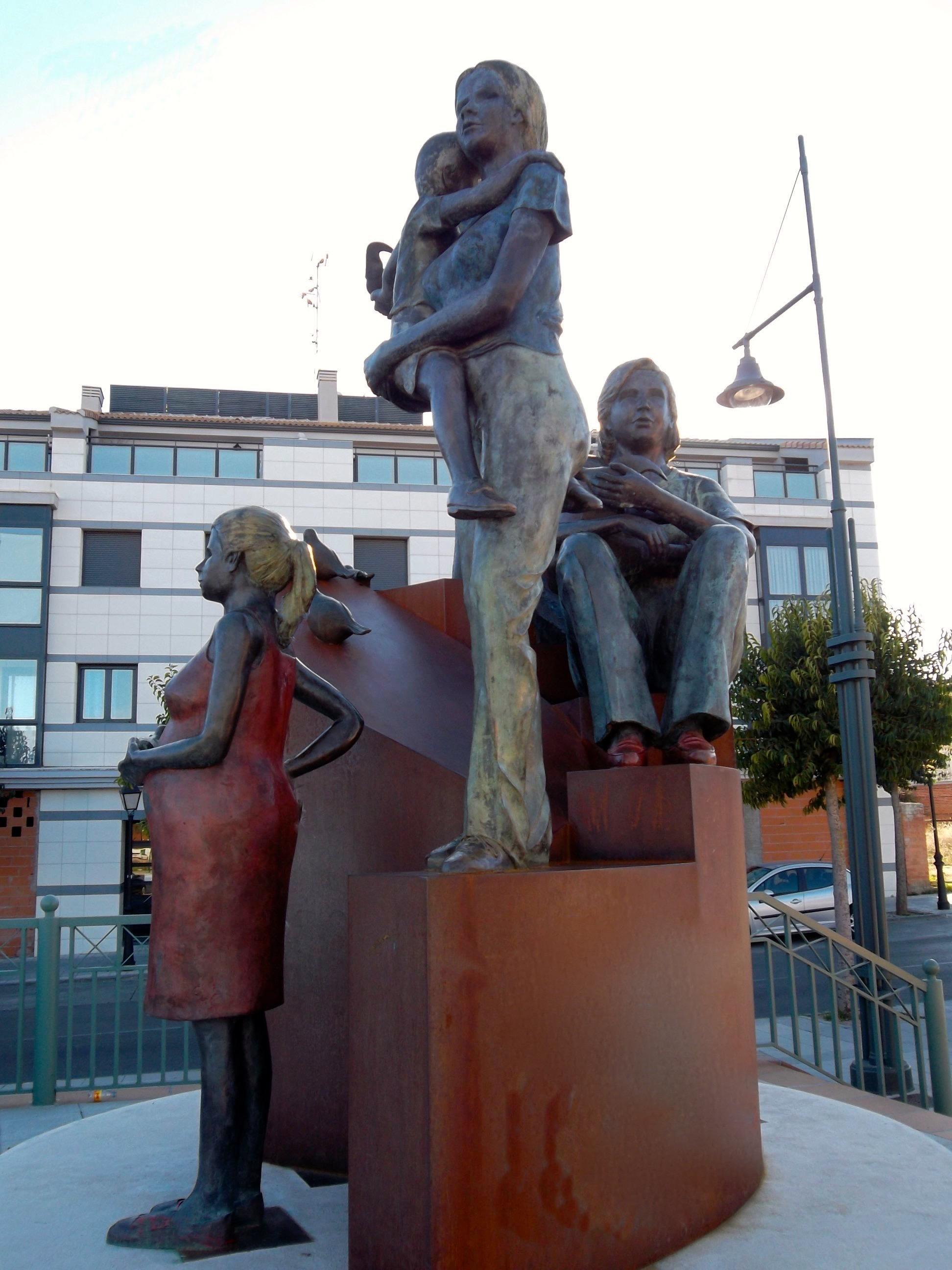
A la sombra de las madres. Cabanillas-Plaza del Pueblo 04

### Esculturas
- Serie: A la sombra de las madres
- Serie: La danza. Esculturas en bronce que rinden homenaje al cuadro La Danza de Matisse
- Serie: Mujeres dominicanas, estas obras son observaciones sobe las fiestas “de los 15" de las niñas en República Dominicana.

- Serie: Volúmenes mestizos
- Serie: Mujeres espirales.[20]Esta serie se compone de esculturas y grabados.
- Serie: Ausencias
- Serie: Homenajes, busto de Francisca de Pedraza, busto de Luisa de Medrano, Francisca de Nebrija, Premio Madeja, que otorga la  Asociación madejas contra la violencia sexista.[21]

- Mujeres ilustres de Guadalajara: bustos de Mayor Guillen de Guzmán, María de Cazalla, Mencía de Mendoza, Ana de Mendoza, la princesa de Éboli, Crescencia Alcañiz Maestro, Tomasa Cuevas, Juana Quilez Martí, Amelia de la Torre. [22]

### Artivismo
- Maternidades vs Maternidades. Trabajo colectivo dentro MUART.GU
- Mercado Canalla, es un proyecto artístico que presenta la Concejalía de Igualdad de Alcalá de Henares contra la explotación sexual y la trata creado por las artistas Pilar V. de Foronda y María Jesús Aragoneses.[23]
- Bebés robados. Es un proyecto colectivo realizado en 2019 que ayuda a sacar a la luz y hacer un homenaje a las familias que les les fueron robados sus bebés recién nacidos, en una trama organizada que comenzó con el golpe de Estado de Franco, siguió durante la dictadura y continuó en los primeros años de la democracia.[24]

## Colecciones
Las obras de Pilar Vicente de Foronda están presentes en colecciones públicas como en la Organización Nacional de Ciegos Españoles ONCE (Museo Tiflológico); el Museo Provincial de Guadalajara; la Biblioteca Pública de Guadalajara de la Junta de Comunidades de Castilla-La Mancha; el Monumento público, A la sombra de las Madres (2007),  situado en la Plaza de la Villa de Cabanillas del Campo;  Relieve orográfico, fundido en bronce, del término municipal de Ablanque;  en el Ayuntamiento de Guadalajara en el Bulevar de Clara Campoamor se han situado los bustos de Mujeres ilustres de Guadalajara, la entre otras.   
En colecciones privadas su obra esta repartida en España, República Dominicana, Italia, o en Miami (USA).

## Exposiciones
1990 y 1991 Centro Socio Cultural "No se lo digas a nadie", Madrid.
1995 Aula de Cultura de Caja Madrid, Alcalá de Henares, Madrid.
1996 Centro bibliográfico y cultural de la ONCE. Museo Tiflológico, Madrid.
1996 Mención de Honor en la 16.ª Exposición de Pequeño Formato. Asociación Española de Pintores y Escultores. Aula de Cultura de Aranjuez, Madrid.
2000 Centro Cultural de España. Santo Domingo, República Dominicana.
2002 Palacio Marqués de Santillana, Diputación Provincial de Guadalajara.
2015 Mujeres espirales. Ayuntamiento de Yebes, Valdeluz.